# FDP-Bundesparteitag 1956
Koordinaten: 49° 47′ 4,8″ N, 9° 55′ 53,7″ O
Den Bundesparteitag der FDP 1956 hielt die Freie Demokratische Partei vom 20. bis 21. April 1956 in Würzburg ab. Es handelte sich um den 7. ordentlichen Bundesparteitag der FDP in der Bundesrepublik Deutschland.

## Verlauf und Beschlüsse
Kurz vor dem Parteitag war auf Initiative der Düsseldorfer „Jungtürken“ die Koalition mit der CDU im Bundestag beendet worden. Damit befand sich die FDP erstmals in der Opposition in Bonn. Zwar zeichnete sich ab, dass die Delegierten den Koalitionsaustritt nicht in Frage stellen würden, aber die Zukunft des Partei- und Fraktionsvorsitzenden Thomas Dehler war ungewiss. Mehrere Landesverbände hatten sich für einen Wechsel an der Parteispitze ausgesprochen. Dehler kandidierte dennoch erneut, bekam aber mit Max Becker einen Gegenkandidaten, der für einen anderen politischen Stil stand. Mit 155 zu 67 Stimmen wurde der bisherige Vorsitzende Dehler in seinem Amt bestätigt, seine Amtszeit dauerte aber kein Jahr mehr, bis er durch Reinhold Maier abgelöst wurde. Außerdem wurden mit Erich Mende, Walter Scheel und Wolfgang Mischnick jüngere liberale Politiker in den Bundesvorstand gewählt, die die Politik der FDP in den nächsten Jahrzehnten entscheidend bestimmen sollten.
Mit der „Würzburger Entschließung“ unterstrich der Parteitag, dass die Freien Demokraten trotz des Ausscheidens aus der Bundesregierung an ihren zentralen Zielen, namentlich der Wiedervereinigung, der Westintegration und einer „freien, sozialverpflichteten Marktwirtschaft“, festhielten.

## Bundesvorstand

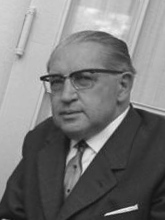
Thomas Dehler (1964)

Dem Bundesvorstand gehörten nach diesem Parteitag an:
| Vorsitzender                 | Thomas Dehler |
| Stellvertretende Vorsitzende | Erich Mende, Wolfgang Haußmann, Oswald Adolph Kohut |
| Schatzmeister                | Hans Wolfgang Rubin |
| Beisitzer                    | Willy Max Rademacher, Konrad Frühwald, Walter Scheel, Marie-Elisabeth Lüders, Winfrid Hedergott, Hermann Kessler |
| Beisitzer Gesamtvorstand     | Karl Atzenroth, Wolfgang Mischnick, Bernhard Leverenz, Paul Luchtenberg, Ewald Bucher, Herta Ilk, Günther Reichardt |
| Vertreter der Landesverbände | Eduard Leuze (Baden-Württemberg), Otto Bezold (Bayern), Carl-Hubert Schwennicke (Berlin), Georg Borttscheller (Bremen), Edgar Engelhard (Hamburg), Konrad Mälzig (Niedersachsen), Willi Weyer (Nordrhein-Westfalen), Wilhelm Nowack (Rheinland-Pfalz), Paul Haas (Schleswig-Holstein) |